# Поздняков, Александр Васильевич
Алекса́ндр Васи́льевич Поздняко́в (род. 5 августа 1937) — советский и российский учёный-геоморфолог, доктор географических наук, профессор кафедры географии геолого-географического факультета Томского госуниверситета. Основные работы в области геологии и геоморфологии россыпей, новейшей тектоники, геоморфологии и русловой гидродинамики.

## Научные работы
Некоторые из опубликованных работ:

### Геология и геоморфология
- А. В. Поздняков. Развитие склонов и некоторые закономерности формирования рельефа. — М.: Наука, 1976. 112 с.
- А. В. Поздняков. Динамическое равновесие в рельефообразовании. — М.: Наука, 1988. 207 с.
- А. В. Поздняков. Самоорганизация в развитии форм рельефа (в соавторстве с И. Г. Черваневым). — М.: Наука, 1990. 205 с.
- A. Pozdnyakov. Synergetics of geosistems. — Tomsk-Zaragoza: Publishing house of the Tomsk State University, 2005. 190 p.
- А. В. Поздняков. Геоморфодинамика в содержании и формах проявления // Геоморфология. 2005. № 1. С. 24-30;
- А. В. Поздняков. Происхождение грядового рельефа Курайской котловины Горного Алтая // Геоморфология. 2007. № 2. С. 78-89;
- А. В. Поздняков (в соавт. с Мельник М. А.). Фрактальный анализ эрозионно расчлененного рельефа: методологические подходы // Вестник ТГУ. 2007. № 301 (август). С. 201—205;

### Экономика
- А. В. Поздняков. Концептуальные основы решения проблемы устойчивого развития. — Томск, КТИ «Оптика» СО РАН, 1995. 150 с.
- А. В. Поздняков. Стратегия российских реформ. — Томск: Изд-во ИОА СО РАН, 1998. 272 с.;

### Геоэкология, синергетика и самоорганизация систем
- А. В. Поздняков. Самоорганизация целостных систем как результат спонтанного стремления к равновесию // Оптика атмосферы и океана. — 2002. — Т. 15, № 1. — С. 101—109;
- А. В. Поздняков. Особенности термодинамики самоорганизующихся систем // Успехи современного естествознания — М. Академия Естествознания, 2007. № 8. С. 60-62;
- А. В. Поздняков. Самоорганизующиеся бинарные структуры // Биниология, симметрология и синергетика в естественных науках: Материалы V-й междунар. конф. — Тюмень: ТюмГНГУ, 2007. С. 29-35;

### Прочее
- А. В. Поздняков. Закат в нефтяных тонах (интервью) // Недра Сибири. 2008. № 1 (19). С.18—20.